# Hanna Małyszczyk
Hanna Alaksandrauna Małyszczyk z domu Zinczuk (ur. 4 lutego 1994 w Drohiczynie) – białoruska lekkoatletka specjalizująca się w rzucie młotem.
W 2013 została mistrzynią Europy juniorów. Siódma zawodniczka igrzysk olimpijskich w Rio de Janeiro (2016).
Reprezentantka kraju w pucharze Europy w rzutach i meczach międzypaństwowych. Złota medalistka mistrzostw kraju.
Rekord życiowy: 76,26 (27 kwietnia 2018, Brześć).

## Osiągnięcia
| Rok  | Impreza                                 | Miejsce               | Pozycja           | Wynik |
| ---- | --------------------------------------- | --------------------- | ----------------- | ----- |
| 2011 | Mistrzostwa świata juniorów młodszych   | Lille Metropole       | el. – 17. miejsce | 52,73 |
| 2011 | Olimpijski festiwal młodzieży Europy    | Trabzon               | 1. miejsce        | 59,48 |
| 2013 | Zimowy puchar Europy w rzutach          | Castellón de la Plana | 3. miejsce U23    | 63,78 |
| 2013 | Mistrzostwa Europy juniorów             | Rieti                 | 1. miejsce        | 65,44 |
| 2016 | Mistrzostwa Europy                      | Amsterdam             | el. – 26. miejsce | 63,16 |
| 2016 | Igrzyska olimpijskie                    | Rio de Janeiro        | 7. miejsce        | 71,90 |
| 2017 | Superliga drużynowych mistrzostw Europy | Lille                 | 1. miejsce        | 74,56 |
| 2017 | Mistrzostwa świata                      | Londyn                | 10. miejsce       | 69,43 |
| 2017 | Uniwersjada                             | Tajpej                | 2. miejsce        | 74,93 |
| 2018 | Puchar Europy w rzutach                 | Leiria                | 1. miejsce        | 72,62 |
| 2018 | Mistrzostwa Europy                      | Berlin                | 12. miejsce       | NM    |
| 2019 | Puchar Europy w rzutach                 | Šamorín               | 1. miejsce        | 74,95 |
| 2019 | I liga drużynowych mistrzostw Europy    | Sandnes               | 6. miejsce        | 63,97 |
| 2019 | Mistrzostwa świata                      | Doha                  | 10. miejsce       | 71,24 |
| 2021 | Igrzyska olimpijskie                    | Tokio                 | el. – 13. miejsce | 70,80 |